# Dendroaspis angusticeps

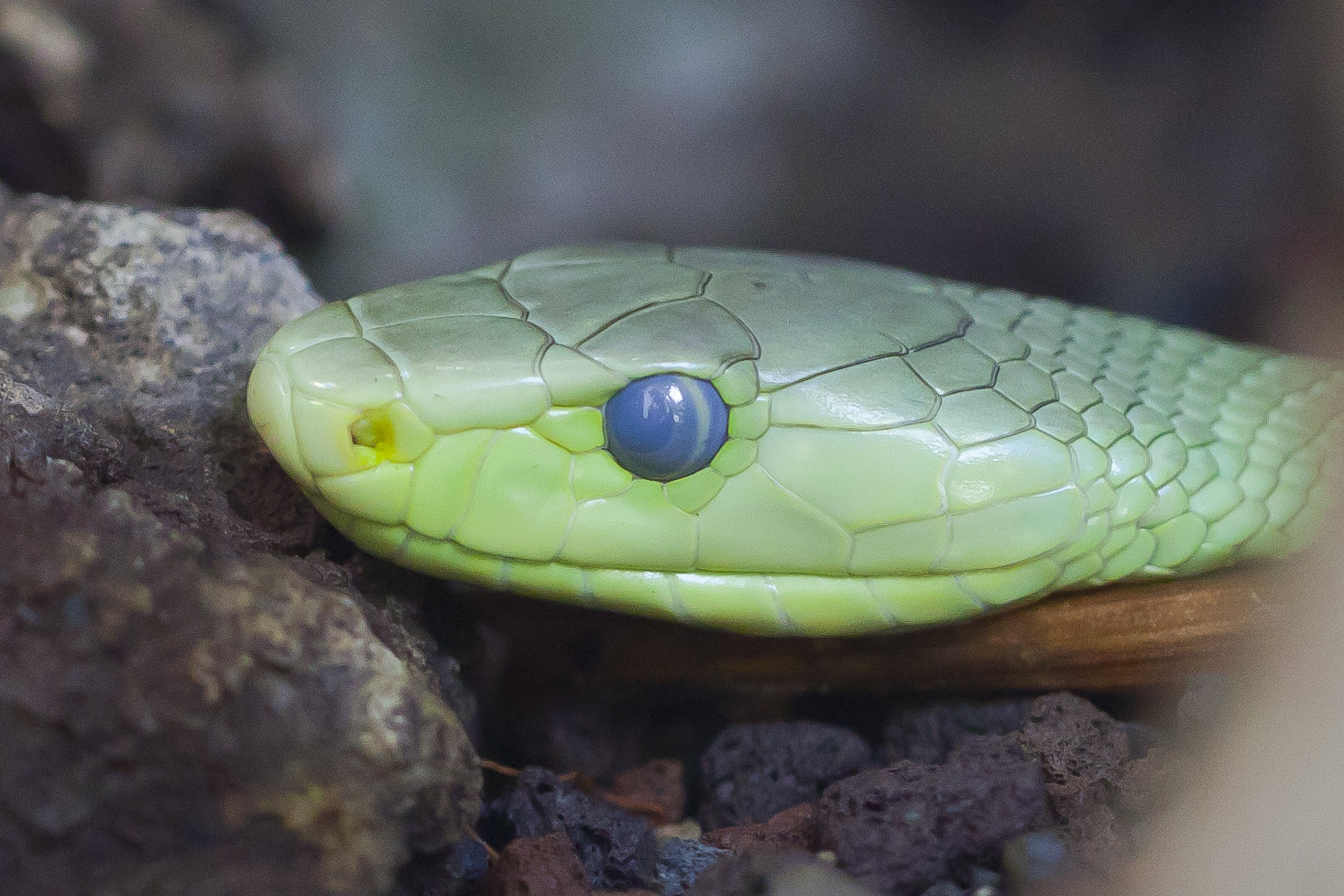
Detalle de la cabeza.

La mamba verde oriental o mamba común (Dendroaspis angusticeps) es una especie de serpiente venenosa de la familia Elapidae. Es una serpiente arborícola que se encuentra en la región oriental del este de África. Las mambas verdes orientales son los miembros más pequeños de la familia de las mambas, promediando 1,8 metros, con especímenes conocidos hasta 3,7 m. La especie se encuentra en los bosques  principalmente cerca de la costa que va desde el Cabo oriental en Sudáfrica hasta Mozambique y Tanzania hasta el sudeste de Kenia, que va tierra adentro por la parte meridional Malaui y oriental Zimbabue.

## Descripción
La mamba verde es en conjunto de color verde herbáceo brillante con superficie inferior de color verde claro. Una serpiente verde que es manchada, azulada o que tiene superficie ventral amarilla o blanca no es una mamba verde. Sin embargo, las crías de mamba verde tienen un color amarillo-verdoso. Las mambas verdes son serpientes delgadas, con cabeza y cuello diferenciados, cola fina.
Es una de las serpientes más venenosas, aunque no tanto como la especie próxima mamba negra (Dendroaspis polylepis).

## Comportamiento
Es altamente arborícola y rara vez se aventura a la superficie a menos que persiga una presa o que esté asoleándose. La mamba verde es diurna. A diferencia de la mamba negra, es temerosa y no agresiva, y rara vez abre la boca, ataca solo si se ve amenazada pero usualmente hace una rápida y elegante huida. La provocación continua hará que la serpiente ataque y muerda; las mordeduras, aunque serias, no son comunes.
Las mambas verdes tienen su guarida cerca de los árboles y arbustos, a menudo en el bosque perenne, zona costera, o sabana húmeda. se conoce que los matorrales de mango y las plantaciones de bambú también  son hábitat de la mamba.
Su dieta consiste primariamente de pájaros adultos y juveniles, huevos y mamíferos pequeños. Las mambas jóvenes ocasionalmente comen otros reptiles, tales como camaleones.
Es ovípara, poniendo 6-17 huevos en verano.  Los huevos son usualmente puestos en un hueco de un árbol entre vegetación decaída.  Las crías miden entre 35 y 45 cm y son venenosas desde el nacimiento.  Los machos de esta especie se conoce que se trenzan en combate por el derecho de aparearse con la hembra, similar al combate practicado por los machos de la cobra real. El combate involucra cotejo de pelea, con las serpientes retorciéndose empujándose mutuamente al suelo, que puede durar varias horas. El combate usualmente no incluye mordidas..

## Veneno
El veneno de la mamba verde oriental es altamente tóxico por su contenido de calcicludina entre otras neurotoxinas. Su composición y mecanismo de acción son similares al de la más famosa mamba negra, pero su tóxicidad es tan solo la décima parte. La cantidad inyectada es generalmente menor, debido al menor tamaño de la serpiente. A pesar de esto, cualquier mordedura de una mamba verde es potencialmente fatal y requerire tratamiento inmediato de emergencia en un hospital.